# Wydział Bezpieczeństwa Narodowego Akademii Sztuki Wojennej
Wydział Bezpieczeństwa Narodowego Akademii Sztuki Wojennej (WBN ASzWoj) – największy pod względem liczby studentów cywilny wydział Akademii Sztuki Wojennej, kształcący około tysiąca stu studentów w trybach stacjonarnym i niestacjonarnym na czterech kierunkach. Wydział posiada uprawnienia do nadawania stopnia doktora. Jest również organizatorem olimpiady wiedzy o bezpieczeństwie.

## Historia
Wydział powstał wraz z powołaniem na mocy ustawy o utworzeniu Akademii Sztuki Wojennej, nowej uczelni wojskowej kontynuującej tradycje Szkoły Rycerskiej, Wyższej Szkoły Wojennej oraz Akademii Obrony Narodowej. Wydział kontynuuje tradycje Wydziału Strategiczno-Obronnego Akademii Obrony Narodowej.
Utworzenie nowej uczelni i tym samym jej nowych jednostek organizacyjnych wiązało się z przeprofilowaniem oferty dydaktycznej, która obecnie nawiązuje do standardów kształcenia właściwych tradycyjnym studiom akademickim z przedmiotami wprowadzającymi i propedeutycznymi na wspólnym dla wszystkich kierunków studiów pierwszym roku oraz możliwości specjalizacji w jednym z wybranych obszarów wiedzy.

## Struktura

### Instytut Bezpieczeństwa Państwa
- Katedra Pozamilitarnych Przygotowań Obronnych
- Katedra Bezpieczeństwa Powszechnego
- Katedra Bezpieczeństwa Publicznego
- Katedra Edukacji dla Bezpieczeństwa
- Katedra Ochrony Państwa i Porządku Konstytucyjnego

### Instytut Bezpieczeństwa Międzynarodowego
- Katedra Geopolityki
- Katedra Procesów Integracyjnych
- Katedra Dyplomacji
- Katedra Bezpieczeństwa Informacyjnego
- Katedra Technologii Informacyjnych

## Budynki
Siedziba wydziału znajduje się na terenie kampusu Akademii Sztuki Wojennej w budynku nr 25. Jest to jeden z obiektów zabytkowych na terenie ASzWoj. Ze schodów budynku wydziału Józef Piłsudski odprawiał przed zamachem majowym swoich pułkowników.
Obecnie budynek jest przystosowany i dalej modernizowany by zapewnić jak najlepsze warunki dla działalności dydaktyczno-naukowej. Pokoje przeznaczone dla katedr pozwalają na organizację jedno- lub dwuosobowych miejsc pracy w każdym z pomieszczeń, sale wykładowe pozwalają na zgromadzenie pełnych roczników studentów, natomiast sale ćwiczeń są modernizowane w kierunku sal seminaryjnych dla grup 15-20 osobowych.

## Dziekani
- prof. dr hab. Tomasz Żyro (2016–2017)
- dr hab. Bogdan Grenda (2017–2020)[1]
- dr hab. inż. Andrzej Soboń (2020– )

## Pracownicy
- Stanisław KOZIEJ